# Chappaqua
Chappaqua är en amerikansk-fransk långfilm från 1966 i regi av Conrad Rooks. Filmen belönades samma år med  vid Filmfestivalen i Venedig. 
Statens biografbyrå lät dåvarande medicinalstyrelsen yttra sig beträffande om filmen skulle tillåtas i Sverige. Ingen i medicinalstyrelsens expertgrupp ansåg att filmen skulle tillåtas. Följaktligen blev den i ett första skede förbjuden i Sverige.

Den svenska premiären var den 27 mars 1967 på Chinateatern i Stockholm. Den amerikanska premiären blev inte av förrän den 7 november 1967 på Sutton Theater, New York.

## Handling
Chappaqua är en delvis självbiografisk berättelse om en 27-årig alkohol- och drogmissbrukare som söker vård på ett privat sanatorium i Paris. Huvudpersonen Russel Harwick flyter omkring i en värld mellan dröm och verklighet, förstärkt hallucinationer och skräckvisioner. Scener från New York, en rundresa i USA och Paris blandas med ett udda persongalleri.

## Rollista (i urval)
- Jean-Louis Barrault - Dr. Benoit
- Conrad Rooks - Russel Harwick
- William S. Burroughs - Opium Jones
- Allen Ginsberg - Messiah
- Ravi Shankar - Sun God
- Paula Pritchett - Water Woman
- Ornette Coleman - Peyote Eater
- Swami Satchidananda - The Guru
- Moondog - The Prophet
- Ed Sanders - The Fugs
- Hervé Villechaize - Midget